# Kia KLTV
Kia KLTV, K151 Raycolt (ang. Kia Light Tactical Vehicle) – lekki pojazd wielozadaniowy produkowany od 2016 roku przez południowokoreańską firmę Kia Motors. Przyjęty na uzbrojenie Wojska Polskiego pod nazwą LPR Legwan.

## Historia

### Rozwój
Kia KLTV powstała w celu zastąpienia pojazdów taktycznych Kia K131 i 1/4-tonowej ciężarówki Kia K311. Pierwsze prace nad nowym pojazdem w ramach programu LTV trwały od lat 90. i zakończyły się powstaniem wczesnego prototypu w 2009 roku. We wrześniu 2012 roku południowokoreańska agencja DAPA podpisała umowę z koncernem Kia na produkcję nowego pojazdu jednak jego docelową wersję w konfiguracji produkcyjnej zaprezentowano dopiero 2 lata później podczas targów Korea Defense Industry Exhibition. Światowa premiera nowego modelu odbyła się w 2015 roku na targach International Defence Exhibition and Conference (IDEX) w Abu Zabi. Do produkcji małoseryjnej na potrzeby armii południowokoreańskiej przystąpiono w czerwcu 2016 roku przy jednoczesnych testach akceptacyjnych wojska. Produkcję wielkoseryjną rozpoczęto w lipcu 2017 roku, cena jednostkowa za wariant niepancerzony wynosiła 80 mln KRW, a za wersję opancerzoną 150 mln KRW. Planowa produkcja w latach 2020. ma wynieść około 2000 – 3000 sztuk pojazdu.

### Służba
Kia KLTV znalazła wielu odbiorców zagranicznych m.in. Chile, Nigerię, Filipiny, Turkmenistan czy Mali. W 2018 roku zainteresowanie zakupem pojazdu wyraziła pakistańska armia.

### Polska

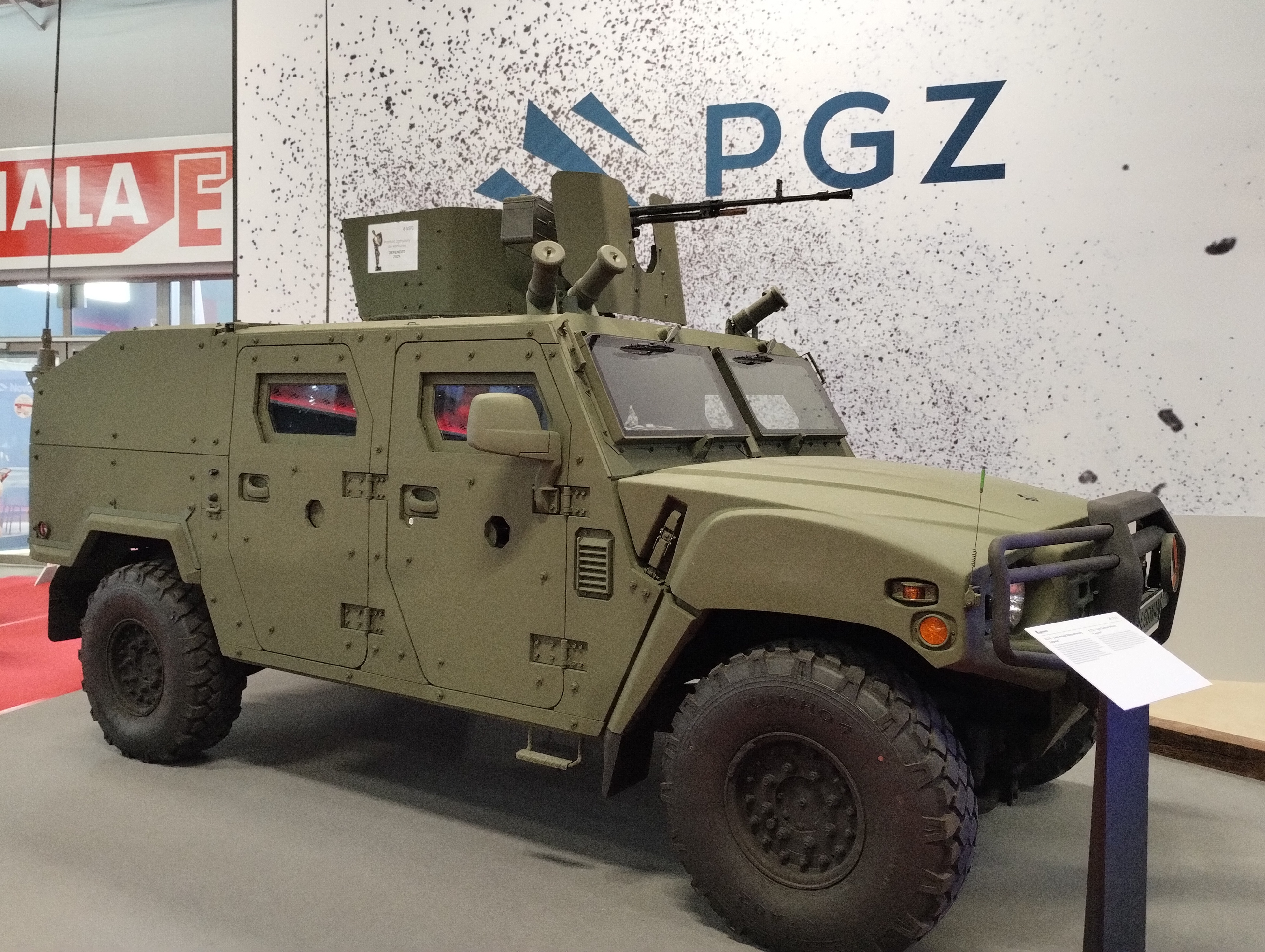
LPR Legwan

14 sierpnia 2023 r. pomiędzy Agencją Uzbrojenia, a konsorcjum złożonym ze spółek PGZ i Rosomak została zawarta umowa o wartości około 1,2 mld zł na dostawę dla Wojska Polskiego do 2030 roku ok. 400 (nieoficjalnie 385) lekkich pojazdów rozpoznawczych (LPR) wraz z pakietem szkoleniowym i logistycznym. Samochody Kia KLTV (w Siłach Zbrojnych RP noszące nazwę LPR Legwan) mają zastąpić obecnie używane UAZy-469 i Honkery oraz uzupełnić floty pojazdów rodziny HMMWV, M-ATV, Cougar i Waran. Pojazdy są modyfikowane do polskich wymagań w zakładach spółki Rosomak w Siemianowicach Śląskich, a docelowo planowane jest stopniowe przeniesienie tam ich produkcji (według planów, od 2028 roku). Pierwsze dostawy nowych LPR rozpoczęły się w kwietniu 2024 roku, a pierwszą jednostką w nie wyposażoną została w grudniu tego samego roku 20 Bartoszycka Brygada Zmechanizowana. Pojazdy w konfiguracji dla WP bazują na lekko opancerzonym wariancie rozpoznawczym K153, przeznaczone są do transportu czterech żołnierzy z pełnym wyposażeniem indywidualnym i specjalistycznym, posiadają mocowanie karabinu maszynowego oraz obrotnicę z tarczami balistycznymi, a ich opancerzenie jest na poziomie 1 według normy STANAG 4569. Wstępne deklaracje mówią o przyszłych zamówieniach opiewających nawet na 4 tysiące egzemplarzy.
5 września 2024 roku podczas XXXII targów MSPO w Kielcach Straż Graniczna podpisała umowę o wartości ok. 2,3 mln złotych brutto na dostawę jednej sztuki pojazdu LPR Legwan. Zakupiony pojazd będzie wyprodukowany w konfiguracji zbliżonej do wybranej wcześniej przez MON, a jedyną większą różnicą będzie montaż wciągarki elektrycznej. Dostawa pierwszego Legwana miała zostać zrealizowana do końca 2024 roku. W przyszłości w celu wzmocnienia placówek Straży Granicznej nadzorujących tereny położone na granicy z Rosją, Białorusią i Ukrainą planowany jest zakup kolejnych tego typu pojazdów.

### Zastosowanie bojowe
Pojazdy Kia KLTV brały udział w operacjach pokojowych ONZ w Libanie i w Sudanie Południowym, gdzie były używane przez siły koreańskie, a także w operacjach przeciwpowstańczych prowadzonych przez Siły Zbrojne Mali.
24 marca 2025 roku na oficjalnym profilu Straży Granicznej na platformie Youtube ukazało się nagranie pokazujące użycie pojazdu KLTV w celu zabezpieczenia granicy z Białorusią.

## Opis
Kia KLTV jest pojazdem konstrukcyjnie zbliżonym do amerykańskiego Humvee. W celu ułatwienia dostosowania samochodu do potrzeb różnych typów zabudowy jako bazę podwozia zastosowano wąską podłużnicową ramę, która może występować w różnych wariantach długości i rozstawu osi. Pojazd posiada napęd na wszystkie koła. Zawieszenie obu osi jest niezależne i opiera się na układzie podwójnych wahaczy poprzecznych. Napędzany jest widlastym turbodoładowanym silnikiem wysokoprężnym Hyundai D6EB o mocy 225 KM i maksymalnym momencie obrotowym wynoszącym 500 Nm, sprzężonym z ośmiobiegową automatyczną skrzynią biegów Hyundai Powertech A8TR1. Wariant opancerzony zapewnia poziom ochrony poziomu od 2 do 3 według normy STANAG 4569 jednak dzięki zastosowaniu materiałów kompozytowych z wersji opancerzonej również wersja nieopancerzona zapewnia podstawową ochronę balistyczną przed ostrzałem nabojem 7,62 mm. Pojazd posiada także centralny system pompowania kół i ogumienie runflat, które umożliwia jazdę także po przebiciu lub przestrzeleniu opony. Kia KLTV może być także wyposażona w system ABS, klimatyzację, elektryczne szyby, kamerę cofania, wyciągarkę, wieżyczkę służącą do montażu uzbrojenia, wyrzutnie granatów dymnych czy hybrydowy generator prądu o mocy 10 kW. W zależności od wersji stosowana jest szeroka gama uzbrojenia zarówno strzeleckiego jak i przeciwpancernego m.in. karabiny maszynowe kal. 7,62 i 12,7 mm, granatniki automatyczne kal. 40 mm, czy granatniki przeciwpancerne AT-1K Raybolt ATGM.

## Warianty produkcyjne

### Standardowy rozstaw osi, wersje opancerzone
- KLTV141 – wóz dowodzenia oznaczany również jako K151[18]
- KLTV181 – transporter opancerzony oznaczany również jako K152[19]
- KLTV182 – pojazd rozpoznawczy, oznaczany również jako K153[20]
- K153C – wersja uzbrojona w karabin maszynowy lub PPK[21]
- K154 – wóz rozpoznania artyleryjskiego, pierwotnie zaprojektowany jako pojazd wielozadniowy[22]

### Standardowy rozstaw osi, wersje nieopancerzone
- KLTV280 – pojazd wielozadaniowy[23]
- KLTV223 – oznaczona również jako K154C[21]

### Przedłużony rozstaw osi, wersje nieopancerzone
- KLTV243 – wersja transportowa[21]
- K351 – wersja z podwyższoną zabudową tylnej części nadwozia[24]
- KLTV240 – wersja w zabudowie typu pick-up z plandeką, oznaczana również jako K351C[25]

## Specyfikacja techniczna
|                       | KLTV141 (K151)     | KLTV181 (K152)          | KLTV182 (K153)      | K154                            | KLTV280              | KLTV223 (K154C)     | KLTV243             | K351                            | KLTV240 (K351C)     |
| --------------------- | ------------------ | ----------------------- | ------------------- | ------------------------------- | -------------------- | ------------------- | ------------------- | ------------------------------- | ------------------- |
| Typ                   | wóz dowodzenia     | transporter opancerzony | pojazd rozpoznawczy | wóz rozpoznania artyleryjskiego | pojazd wielozadniowy | pojazd transportowy | pojazd transportowy | pojazd o podwyższonej zabudowie | pojazd typu pick-up |
| Liczba miejsc         | 1 + 3              | 1 + 7                   | 1 + 4               | 1 + 7                           | 1 + 6                | 1 + 1               | 1 + 3               | 1 + 3                           | 1 + 3               |
| Długość               | 4900 mm            | 4900 mm                 | 4900 mm             | 4900 mm                         | 4900 mm              | 5250 mm             | 6000 mm             | 5950 mm                         | 6050 mm             |
| Szerokość             | 2195 mm            | 2195 mm                 | 2195 mm             | 2195 mm                         | 2195 mm              | 2195 mm             | 2195 mm             | 2195 mm                         | 2195 mm             |
| Wysokość              | 1980 mm            | 2320 mm                 | 2320 mm             | 2320 mm                         | 2320 mm              | 2550 mm             | 2550 mm             | 2750 mm                         | 1980 mm             |
| Prześwit              | 410 mm             | 410 mm                  | 410 mm              | 410 mm                          | 405 mm               | 410 mm              | 405 mm              | 420 mm                          | 410 mm              |
| Masa                  | 5700 kg            | 5700 kg                 | 5700 kg             | 5700 kg                         | 5700 kg              | 5700 kg             | 7000 kg             | 7000 kg                         | 7000 kg             |
| Moc silnika           | 225 KM / 3200 rpm  | 225 KM / 3200 rpm       | 225 KM / 3200 rpm   | 225 KM / 3200 rpm               | 225 KM / 3200 rpm    | 225 KM / 3200 rpm   | 225 KM / 3200 rpm   | 225 KM / 3200 rpm               | 225 KM / 3200 rpm   |
| Moment obrotowy       | 51 kg·m / 1750 rpm | 51 kg·m / 1750 rpm      | 51 kg·m / 1750 rpm  | 51 kg·m / 1750 rpm              | 51 kg·m / 1750 rpm   | 51 kg·m / 1750 rpm  | 51 kg·m / 1750 rpm  | 51 kg·m / 1750 rpm              | 51 kg·m / 1750 rpm  |
| Prędkość (max.)       | 130 km/h           | 130 km/h                | 130 km/h            | 130 km/h                        | 130 km/h             | 130 km/h            | 130 km/h            | 130 km/h                        | 130 km/h            |
| Kąt podjazdu          | 60 %               | 60 %                    | 60 %                | 60 %                            | 60 %                 | 60 %                | 60 %                | 60 %                            | 60 %                |
| Promień skrętu (min.) | 7,8 m              | 7,8 m                   | 7,8 m               | 7,8 m                           | 7,8 m                | 7,8 m               | 9,2 m               | 9,2 m                           | 9,2 m               |
| Brody (głęb.)         | 760 mm             | 760 mm                  | 760 mm              | 760 mm                          | 760 mm               | 760 mm              | 760 mm              | 760 mm                          | 760 mm              |
| Zasięg                | 640 km             | 640 km                  | 640 km              | 640 km                          | 640 km               | 640 km              | 560 km              | 560 km                          | 560 km              |

## Użytkownicy

### Państwa
- Korea Południowa – od 2016 roku[26]

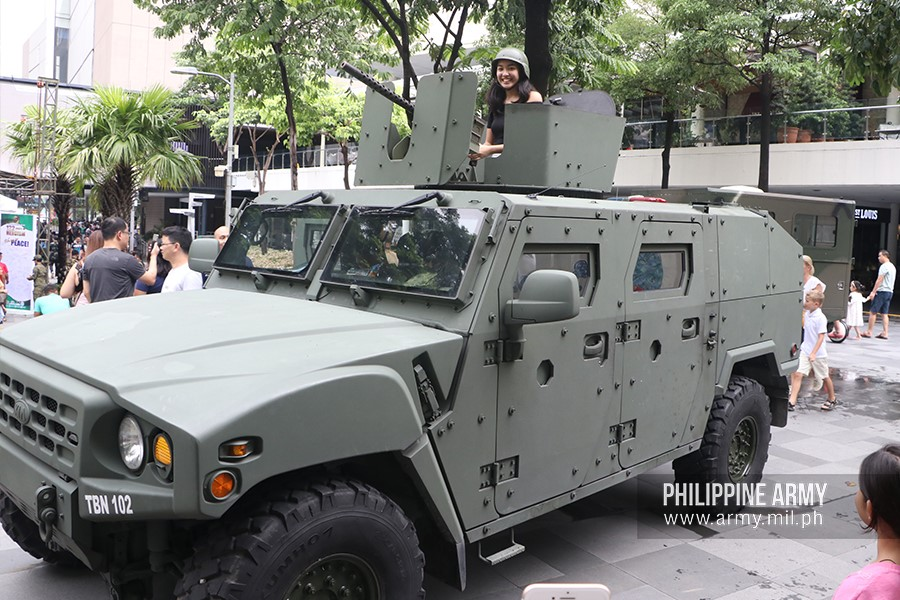
Kia KLTV należąca do filipińskich sił zbrojnych w 2019 roku.

- Mali – używane od 2017 roku przez siły FORSAT[3]
- Nigeria – od 2020 roku[3]
- Turkmenistan – używane przez Straż Graniczną[27]
- Chile – od 2022 roku, używane przez piechotę morską[28]
- Filipiny – od 2019 roku[29]
- Pakistan[30]
- Polska – pierwsza dostawa LPR Legwan odbyła się w kwietniu 2024 roku:
  -  Wojska Lądowe – zamówiono 400 sztuk[9]
  -  Straż Graniczna – zamówiono 1 pojazd[31]

### Organizacje
- ISIS – jeden z pojazdów KLTV wysłanych dla nigeryjskiej armii został przechwycony przez Boko Haram w grudniu 2020 roku[32]